# Brevikshalvön
Brevikshalvön är en tidigare tätort och en halvö i Tyresö kommun belägen på mellersta delen av halvön Brevikshalvön. Sedan 1930-talet har Brevikshalvön utvecklats från fritidshusområde till villaområde. 2015 växte tätorten Brevikshalvön samman med Stockholms tätort.

## Historia
Halvön ingick före 1930 i Tyresögodsets markinnehav. Vid Trinntorp intill Kalvfjärden låg Finnborgs tegelbruk. Bruket, som ursprungligen tillhörde Tyresögodset, existerade i olika former från 1600-talets början fram till 1913.

### Befolkningsutveckling

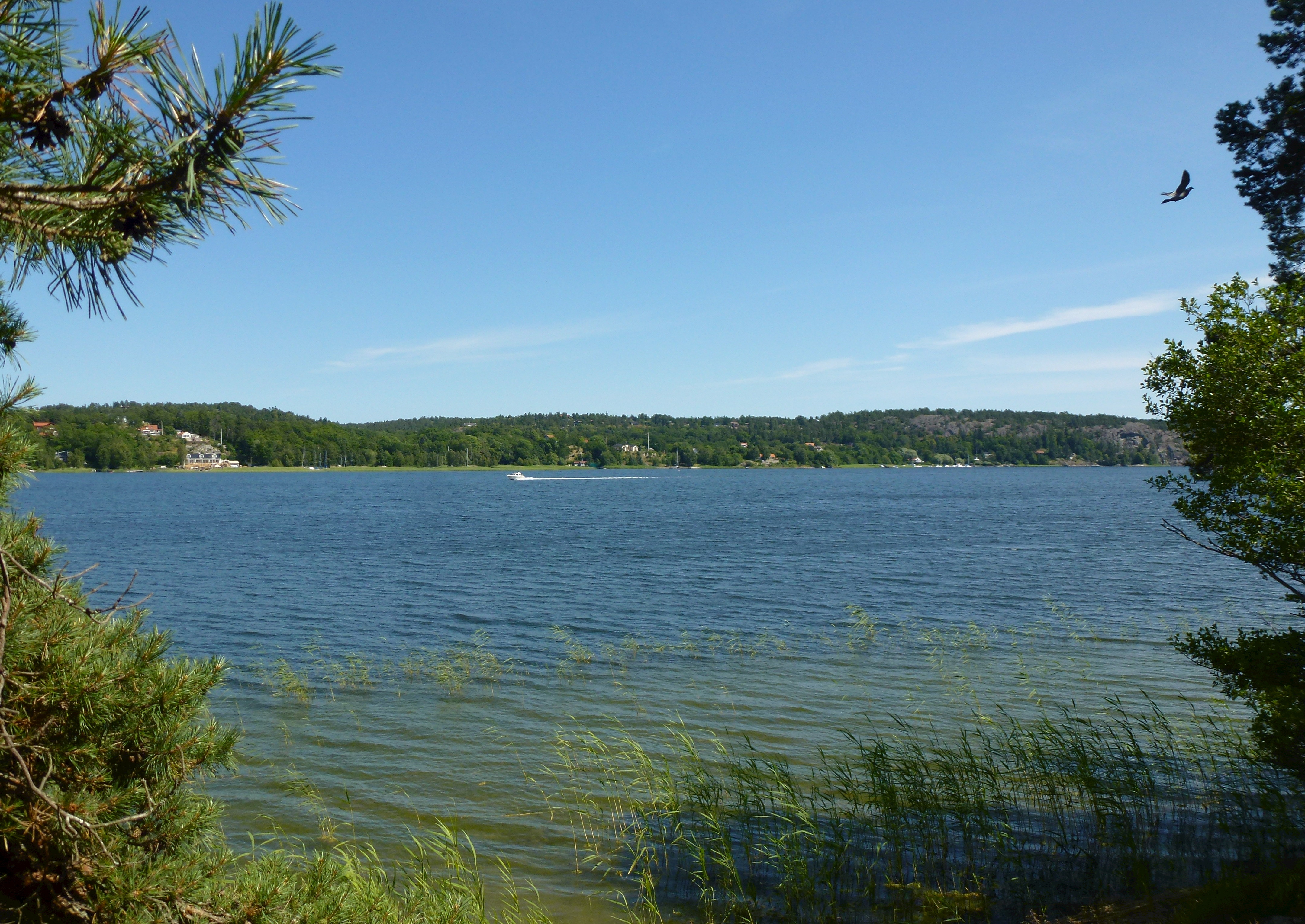
Kalvfjärden med Brevikshalvön i bakgrunden

| Befolkningsutvecklingen i Brevikshalvön/Trinntorp och Brevik 1990–2010                                                                                | Befolkningsutvecklingen i Brevikshalvön/Trinntorp och Brevik 1990–2010 | Befolkningsutvecklingen i Brevikshalvön/Trinntorp och Brevik 1990–2010 | Befolkningsutvecklingen i Brevikshalvön/Trinntorp och Brevik 1990–2010 | Befolkningsutvecklingen i Brevikshalvön/Trinntorp och Brevik 1990–2010 |
| --- | ---------------------------------------------------------------------- | ---------------------------------------------------------------------- | ---------------------------------------------------------------------- | ---------------------------------------------------------------------- |
| |                                                                        |                                                                        |                                                                        |                                                                        |
| År |                                                                        |                                                                        | Folkmängd                                                              | Areal (ha)                                                             |
| 1990 | 1990                                                                   |                                                                        | 883                                                                    | 623#                                                                   |
| 1995 | 1995                                                                   |                                                                        | 1 210                                                                  | 599                                                                    |
| 2000 | 2000                                                                   |                                                                        | 1 556                                                                  | 601                                                                    |
| 2005 | 2005                                                                   |                                                                        | 1 817                                                                  | 601                                                                    |
| 2010 | 2010                                                                   |                                                                        | 2 018                                                                  | 600                                                                    |
| Anm.: Ny tätort 1995 (räknades tidigare som småort på grund av för hög andel fritidsbebyggelse) Sammanvuxen med Stockholms tätort 2015. # Som småort. |                                                                        |                                                                        |                                                                        |                                                                        |

## Kommunikation

### Busstrafik
SL:s busslinje 819 går till Brevikshalvön från Tyresö centrum och Trollbäcken. Även busslinje 805, som även den ägs av SL, går dit från Gullmarsplan under högtrafik. 

### Båttrafik
Waxholmsbolagets båtlinjer 17, 18 och 19 går till Brevikshalvön från Stavsnäs, Runmarö, Nämdö, Dalarö, Ornö och Utö.